# 支棱關

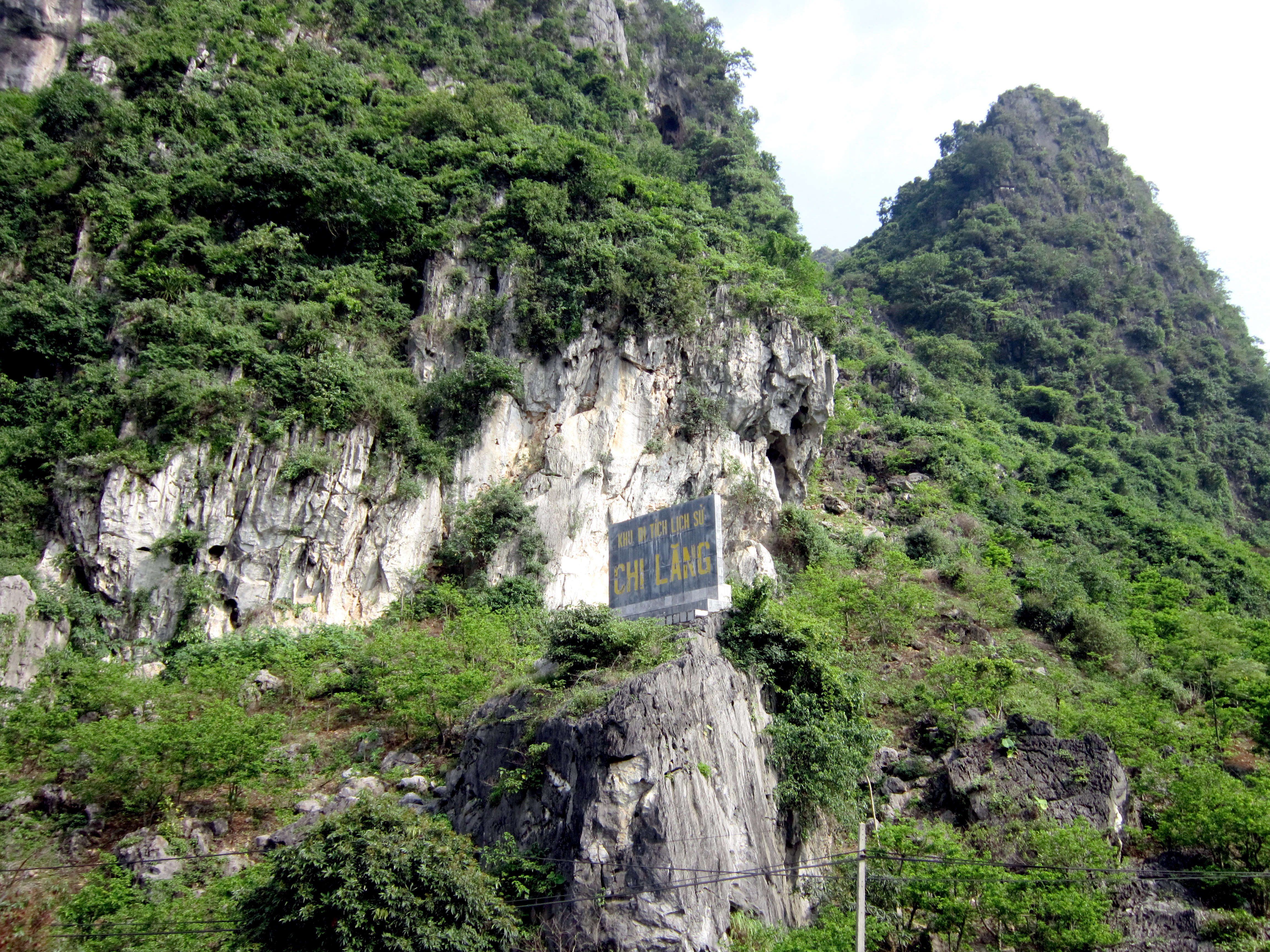
支棱關

支棱關，又稱支棱隘，位於諒山省枝陵县支棱市镇境內，是越南的一個關隘。國道1號從這一關隘通過。
支棱關位於叢山峻嶺之間，其地理位置非常險要，在歷史上曾是通往河內市的重要門戶。胡朝時期，越南軍隊曾在此處突襲擊敗明軍，俘虜偽王子陳添平。1427年的支棱之役也是在這裡發生。